# Liste der Baudenkmäler in Bexbach
In der Liste der Baudenkmäler in Bexbach sind alle Baudenkmäler der saarländischen Stadt Bexbach und ihrer Ortsteile aufgelistet. Grundlage ist die Veröffentlichung der Landesdenkmalliste im Amtsblatt des Saarlandes vom 22. Dezember 2004 und die aktuelle Teildenkmalliste des Saarpfalz-Kreises in der Fassung vom 9. August 2017.

## Bexbach
| Lage                           | Bezeichnung                            | Beschreibung | Bild |
| ------------------------------ | -------------------------------------- | --- | --- |
| Bahnhofstraße/Güterstraße Lage | Ensemble Bahnhof Bexbach               | Im Sommer 1848 war die Bahnstrecke der Pfälzischen Ludwigsbahn bis Bexbach, dem Grenzort zwischen Bayern und Preußen, eingleisig fertiggestellt und wurde in den folgenden Jahren aus- und nach Preußen weitergebaut. Der Bau der Strecke war für den Abtransport der Steinkohle aus den Gruben in Bexbach, St. Ingbert und Frankenholz bedeutsam. Mit der Schließung der Gruben Bexbach und Frankenholz 1959 ging das Güteraufkommen am Bahnhof Bexbach drastisch zurück. | Im Sommer 1848 war die Bahnstrecke der Pfälzischen Ludwigsbahn bis Bexbach, dem Grenzort zwischen Bayern und Preußen, eingleisig fertiggestellt und wurde in den folgenden Jahren aus- und nach Preußen weitergebaut. Der Bau der Strecke war für den Abtransport der Steinkohle aus den Gruben in Bexbach, St. Ingbert und Frankenholz bedeutsam. Mit der Schließung der Gruben Bexbach und Frankenholz 1959 ging das Güteraufkommen am Bahnhof Bexbach drastisch zurück. |
| Bahnhofstraße/Güterstraße Lage | Ensemble Bahnhof Bexbach               | Bahnhofstraße, Bahnhof Bexbach, Bahnhofsempfangsgebäude (1848–49) (Einzeldenkmal): Das Bahnhofsempfangsgebäude aus den Jahren 1848/49 ist das älteste erhaltene Bahnhofsgebäude des Saarlandes. Ursprünglich wurde das zweigeschossige, traufständige Gebäude ein einfacher Rechteckbau im Rundbogenstil. Auf der östlichen Seite befand sich ein Fahrkartenschalter und die Diensträume des Bahnhofspersonals, auf der westlichen Seit lagen die Wartesäle, die teilweise auch über ein gastronomisches Angebot verfügten. Später wurden die Warteräume zugunsten einer großen Halle entfernt. In den 1960er Jahren und 1977 wurde der Bahnhof umgebaut und renoviert. Dabei ging der ursprüngliche Charakter des Gebäudes allerdings verloren. Neben dem zweigeschossigen Hauptbau existieren eingeschossige Seitenanbauten, die im Stil des Kernbaus mit Lisenen gegliedert werden und mit Segmentbogenfenstern ausgestattet sind.                      | |
| Bahnhofstraße/Güterstraße Lage | Ensemble Bahnhof Bexbach               | Güterstraße 3, Frachthalle (Ensemblebestandteil): Die Frachthalle des Bahnhofs entstand in der zweiten Hälfte des 19. Jahrhunderts als zweigeschossiger Putzbau mit hohem Sockel und kleinem Anbau. gegliedert wird der Bau durch Lisenen und einem hohen, umlaufenden Sohlbankgesims im Obergeschoss. Ein Satteldach schließt den Baukörper ab. Neben einer Doppelflügeltür mit Segmentbogen und profiliertem Gewände sitzen an der Verladerampe zwei Tore mit flachen Segmentbögen. | |
| Bischof-Weber-Straße 3 Lage    | Kath. Pfarrhaus                        | Das zweigeschossige Sandsteingebäude wurde 1894/95 als Pfarrhaus von St. Martin erbaut. Das Gebäude erhebt sich über einem Sockel aus glatten, langen Sandsteinquadern, der mit einem Sockelgesims abschließt. Ein hohes, glattes Sohlbankgesims verbindet die Fenster des Erdgeschosses, ein schmales profiliertes die des Obergeschosses. Zusätzlich zieht sich ein Gurtgesims durch die Fenster des Obergeschosses und ruht dabei auf Konsolsteinen der Fensterlaibungen. Profilierte Laibungen und ein betonter Schlussstein schmückt die rechteckigen Fenster im Erdgeschoss, gerade, profilierte Verdachungen mit betonten Kämpfersteinen schließen die Fenster des Obergeschosses ab. | |
| Grubenstraße Lage              | Zechenhaus der Grube St. Barbara, 1954 | Erst 1949 wurde der Schacht St. Barbara abgeteuft und die Tagesanlagen gehörten damals zu den modernsten Anlagen in Deutschland. Schon kurz nach dem Beginn des Vortriebs wurde allerdings klar, dass aufgrund der zahlreichen Sprünge und Überschiebungen ein Großflächenabbau nicht möglich sein würde. Die Grube Frankenholz-St. Barbara zählte außerdem zu den schlagwetterreichsten Gruben Europas und war daher auch für die Belegschaft gefährlich. Schon 1959 wurde der Betrieb daraufhin wieder eingestellt. Das Rechenhaus wurde 1954 erbaut und beherbergte Zechensaal und Steigerbüros. Einmalig war die Einrichtung einer Solesprühanlage, die die ausgefahrenen Bergleute auf dem Weg zur Waschkaue durchlaufen mussten. Der ebenfalls unter Denkmalschutz stehende Hammerkopfturm musste 1994 abgerissen werden. | |
| Hochstraße 15 Lage             | Wohnhaus                               | Um 1925 erbaut | |
| Kleinottweilerstraße Lage      | Protestantische Pfarrkirche            | Die Kirche wurde in den Jahren 1888/89 nach Plänen des Architekten Ludwig Levy im Stil des Historismus errichtet. Bei Restaurierungsmaßnahmen in den Jahren 1925/26 wurde das Gotteshaus von dem Architekten Friedrich Larouette umgebaut. Dem Turm mit Portal folgt ein Landhaus mit drei Fensterachten, die in Zwerchhäusern liegen. An das Landhaus schließt sich ein eingezogener, rechteckiger Chorraum an. Auf dem Dach des Landhauses sitzt ein hoher schmaler Dachreiter. Das innere der Saalkirche wird von einer umlaufenden Empore aus Holz bestimmt, die in einen offenen Dachstuhl mit bemaltem, hölzernen Tonnengewölbe übergeht. | |
| Kleinottweilerstraße 3 Lage    | Pfarrhaus Bexbach                      | Das Pfarrhaus wurde 1898/99 nach Entwürfen von J. C. Böhmer erbaut. Der eingeschossige traufständige Sandsteinbau wird von einem Krüppelwalmdach abgeschlossen. Das Erdgeschoss erhebt sich über einem hohen Sockel mit Gesims. Der Baukörper ist reich verziert. Die hochrechteckigen Fenster schließen mit gerade Verdachung ab und werden von profilierten Labungen flankiert. Ein umlaufendes Sohlbankgesims verbindet die Fenster. Die Straßenseite wird von einem hohen Mittelrisalit mit Dreiecksgiebel bestimmt. Die beiden Fenster im Giebelbleich sind durch eine Rundsäule getrennt und einen Dreiecksgiebel gekuppelt. Darunter liegt ein Blendfeld mit Ornament. Pilaster flankieren die Fenster. Eckquaderungen schmücken den Bau und den Risalit. Ein einfaches Traufgesims setzt sich bis in den Risaliten fort und trägt dort die Eckpilaster des Giebels. Auf den Giebelseiten wird das Traufgesims im Giebelbereich zum Sohlbankgesims. | |
| Rathausstraße Lage             | katholische Pfarrkirche St. Martin     | St. Martin wurde in den Jahren 1880/81 nach Plänen des Architekten Franz Schöberl im neuromanischen Stil errichtet. Die Basilika aus Sandstein besitzt einen eingezogenen, halbrunden Chor. Diesem wurde ein hoher, schlanker Turm zur Seite gestellt. Das Portal auf der gegenüberliegenden Seite wird von einem Dreiecksgiebel mit Figuren bekrönt. | |
| Rathausstraße 5 Lage           | Wirtschaftsgebäude                     | Das ehemalige Wirtschaftsgebäude ist heute ein Wohnhaus. Es entstand um 1843. Der traufständige, zweigeschossige Putzbau mit Satteldach besitzt zur Straßenseite sechs Fensterachsen mit Sprossenfenstern und Sandsteinlaibung. Im Erdgeschoss liegt in der vierten Achse eine Doppelflügeltür. Der Sockel wurde aus Bossenwerk in Sandstein erstellt. | |
| Schillerstraße Lage            | Schillerschule                         | Die Schule wurde 1905/06 erbaut. Der traufständige, zweigeschossige Putzbau besitzt fünf Fensterachsen, wobei die mittlere in einem weit vorragenden, unverputzten Risalit liegt. Die Fenster sind mit Segmentbögen ausgeführt und über umlaufende Sohlbankgesimse verbunden. Profilierte Labungen mit betontem Schlussstein und Kämpfer schmücken die Fenster. Im Risaliten liegt ein hohes Fenster in ähnlicher Ausführung wie die übrigen. Im Erdgeschoss führt eine Tür in das Innere, darüber ist ein Dreiecksgiebel angedeutet. Der Baukörper beginnt mit einem rustizierten Sockel mit weit auskragendem Gesims. | |

## Frankenholz
| Lage                     | Bezeichnung                            | Beschreibung | Bild |
| ------------------------ | -------------------------------------- | --- | ---- |
| Höcherbergstraße 39 Lage | Schule                                 | Der traufständige, zweigeschossige Putzbau mit Walmdach wurde in den Jahren 1902 bis 1904 erbaut. Die Straßenfassade wird von einem weit vorragenden Mittelrisaliten mit Dreiecksgiebel bestimmt, in dem zwei Fenster mit gerader Verdachung gekuppelt sind. Je drei Fensterachsen sitzen link sind rechts davon. Sohlbankgesimse verbinden die Fenster in Erd- und Obergeschoss. Pilaster mit Quadern im Erdgeschoss gliedern die Fassaden. Die Fenster im Erdgeschoss sind mit geradem Sturz ausgeführt, besitzen aber einen kurzen gerundeten Blendgiebel. Die beiden inneren Achsen des zurückgestellten Gebäudeteils waren ursprünglich Türen mit gerader profilierter Verdachung und Schlussstein. Heute ist nur die Tür im rechten Teil erhalten. Außerdem sitzt eine Tür im Erdgeschoss des Risaliten. |      |
| Markwaldstraße Lage      | Grabmal Culmann auf dem Alten Friedhof | Das 1891 errichtete Grabmal ist ein Obelisk aus schwarzem Stein für den Juristen, Abgeordneten und Generaldirektor der Grube Frankenholz August Ferdinand Culmann. |      |
| Markwaldstraße Lage      | Friedhofskreuz                         | Das 1887 errichtete Kreuz aus Sandstein besteht aus einem gestuften Sockel mit Inschrift (Wachet, denn Ihr wisset nicht, zu welcher Stunde Euer Herr kommen wird), auf dem ein Kruzifix steht. |      |

## Höchen
| Lage                  | Bezeichnung                 | Beschreibung | Bild |
| --------------------- | --------------------------- | --- | ---- |
| Brunnenstraße 9 Lage  | Bauernhaus                  | 1781 erbaut |      |
| Marienstraße Lage     | Kath. Kirche St. Maria      | Die Marienkirche wurde in den Jahren 1800/01 errichtet und von 1865 bis 1866 erweitert. Im Jahr 1969 erhielt das bestehende Gebäude einen Anbau aus Beton, der von Oberbaurat Alois Artzberger entworfen wurde. Das ursprüngliche Gebäude ist ein Saalbau mit Spitzbogenfenstern und Dachreiter. Der Baukörper des polygonalen Anbaus schließt mit einem horizontalen Fensterband ab. Während im neuen Teil der Kirche die Gemeinde Platz nimmt, ist die alte Kirche als Querhaus mit Chor gestaltet. |      |
| Saarpfalz-Straße Lage | Protestantische Pfarrkirche | Die protestantische Kirche wurde 1902 nach Plänen des Architekten Johann Caspar Löhmer als Betsaal errichtet. In den Jahren 1909/10 wurde dem Gebäude ein Turm vorangestellt. 1920 bis 1922 wurde die Kirche dann nach Plänen des Architekten Friedrich Larouette umgebaut und ein Chorraum errichtet. Man betritt die Kirche über ein schlichtes Portal im Westturm. Ein Tonnengewölbe überspannt den Saal. Der eingezogene Chor ist halbrund und wird von einer Halbkuppel überragt.                |      |

## Kleinottweiler
| Lage                           | Bezeichnung                    | Beschreibung                                                                                      | Bild |
| ------------------------------ | ------------------------------ | ------------------------------------------------------------------------------------------------- | ---- |
| Jägersburger Straße 10/12 Lage | Bauernhaus mit Fachwerkscheune | Das Bauernhaus wurde 1802 erbaut, die Scheune stammt aus dem ersten Viertel des 19. Jahrhunderts. |      |

## Niederbexbach
| Lage                   | Bezeichnung                      | Beschreibung | Bild |
| ---------------------- | -------------------------------- | --- | ---- |
| Blies                  | Wehr Haseler Mühle               | Das ursprüngliche Wehr wurde 1748/50 als Mühlenwehr der Haseler Mühle erbaut und sollte die Blies hier aufstauen. Es ist nicht mehr erhalten und wurde 1937/38 durch ein neues in Beton weiter südlich ersetzt. |      |
| Blies Lage             | Holzauwehr                       | Das Holzauwehr wurde in den Jahren 1779 bis 1781 neben dem damaligen Flussbett errichtet und war wie das Baseler Wehr Teil der Be- und Entwässerungsgenossenschaft Niederbexbach, die die Auerlandschaft zwischen Kohlhof und Niederbexbach mit zahlreichen Wehren, Schleusen und Nebengräben bewirtschaftete. |      |
| Bliestalstraße Lage    | Kriegerdenkmal und Kirchentreppe | Das Kriegerdenkmal steht auf der Brüstung des Treppenaufgang zur Kirche (1920–30). Es besteht aus einer Rundsäule mit quadratischem Fuß und Aufsatz mit Eisernem Kreuz aus Sandstein. In die Brüstung eingelassen ist eine Tafel mit den Namen der Opfer des Ersten Weltkrieges und figürlichem Reliefschmuck. |      |
| Bliestalstraße 28 Lage | Schule                           | Der giebelständige, unverputzte Sandsteinquaderbau wurde 1898/99 errichtet. Das dreigeschossige Gebäude wurde über einem hohen Sockelgeschoss mit kleinen querrechteckigen Fenstern errichtet. Sockel- und Sohlbankgesimse, Lisenen gliedern den Bau. Zieranker schmücken die Fassaden. Der Eingang liegt auf einer Längsseite mit Mittelrisalit mit Dreiecksgiebel. Die Fenster sind mit gerader Verdauung in unterschiedlicher Profilierung ausgeführt. Im Mittelrisalit sind zwei Fenster zu Zwillingsfenstern zusammengefasst. |      |
| Bliestalstraße 33 Lage | Protestantische Jakobuskirche    | Die Jakobuskirche wurde im 14. Jahrhundert errichtet. Einziger erhaltener Teil aus dieser Zeit ist das Untergeschoss des Turmes. Das heutige Kirchengebäude wurde in den Jahren 1908/09 nach Plänen des Homburger Architekten Johann Caspar Löhmer im neugotischen Stil errichtet. Das Landhaus schließt mit einem eingezogenen Rechteckchor ab. Das Seitenschiff wird vom Hauptschiff durch Spitzbögen auf Rundsäulen abgetrennt und nimmt eine hölzerne Empore auf. Der Eingang zur Kirche liegt in einem kleinen Anbau auf der Westseite. Das Portal ist ein einfaches, profiliertes Gewände mit Kielbogen. Der Chorturm schließt mit einem Satteldach ab. |      |
| Bliestalstraße 35 Lage | Bauernhaus                       | Das südwestdeutsche Einhaus wurde im 18. Jahrhundert aus Sandstein errichtet und im 20. Jahrhundert umgebaut. Der Wohntrakt besitzt drei Fensterachten und in einer vierten sitzt die einfache Eingangstür. Tür und Fenster schließen in Segmentbögen ab und besitzen eine Sandsteinlaibung. |      |

## Oberbexbach
| Lage                          | Bezeichnung             | Beschreibung | Bild |
| ----------------------------- | ----------------------- | --- | ---- |
| Frankenholzer Straße 123 Lage | Wohn- und Geschäftshaus | Das Wohn- und Geschäftshaus entstand um 1905. Erd- und Obergeschoss wurden deutlich unterschiedlich gestaltet, um eine optische Trennung von Wohn- und Geschäftsbereich zu schaffen. Das verputzte Erdgeschoss wird von Diamantquadern und Ornamentfeldern geschmückt und von einem profilierten Gesims abgeschlossen auf dem Konsolen sitzen, die ein weiteres weit auskragendes Gesims tragen. Während der rechte Teil des Gebäudes auch im Erdgeschoss Wohnraum bietet, ist im linken, leicht vorgezogenen Gebäudeteil ein Ladengeschäft untergebracht. Das Obergeschoss ist in unverputztem Backstein ausgeführt. Die Sohlbänke der vier Achsen werden von Konsolen getragen. Zwischen den beiden Fensterachsen im linken Gebäudeteil sitzt ein zweifarbiges Blendfeld. Ein Gurtgesims verbindet die Kämpfersteine der Obergeschossfenster, die mit profilierter Laibung und Schlussstein ausgeführt wurden. Die Tür im rechten Gebäudeteil wurde inzwischen leicht zurückgesetzt und gibt so einen offenen Vorraum frei. |      |